# Collegio elettorale di Clusone (Regno di Sardegna)
Il collegio elettorale di Clusone è stato un collegio elettorale uninominale del Regno di Sardegna. Il collegio fu istituito nel 1859. 
Era uno dei due collegi del circondario di Clusone; l'altro era il collegio di Lovere.

## Dati elettorali
Nel collegio si svolsero votazioni solo per la VII legislatura. Con la nascita del Regno d'Italia il territorio fu compreso nel collegio omonimo. 

### VII legislatura
Le votazioni si svolsero in 387 collegi uninominali a doppio turno. Come previsto dalla legge elettorale del 20 novembre 1859, era eletto al primo turno il candidato che «riunisce in suo favore più del terzo dei voti del total numero dei membri componenti il collegio e più della metà dei suffragi dati dai votanti presenti all'adunanza» (art. 91). Se nessun candidato era eletto, al ballottaggio tra i due candidati con più voti era eletto chi otteneva il maggior numero di voti (art. 92) o, in caso di ugual numero di voti, il maggiore d'età (art. 93).
| Partito                            | Partito                            | Candidato                          | Primo turno 25 marzo 1860 | Primo turno 25 marzo 1860 | Ballottaggio 29 marzo 1860 | Ballottaggio 29 marzo 1860 |
| Partito                            | Partito                            | Candidato                          | Voti                      | %                         | Voti                       | %                          |
| ---------------------------------- | ---------------------------------- | ---------------------------------- | ------------------------- | ------------------------- | -------------------------- | -------------------------- |
|                                    | —                                  | Vincenzo Balduzzi                  | 38                        | 31,67                     | 69                         | 56,10                      |
|                                    | —                                  | Carlo Tenca                        | 58                        | 48,33                     | 54                         | 43,90                      |
|                                    | —                                  | Gerolamo Silvestri                 | 12                        | 10,00                     |                            |                            |
|                                    | —                                  | Voti dispersi                      | 12                        | 10,00                     |                            |                            |
|                                    |                                    |                                    |                           |                           |                            |                            |
| Iscritti                           | Iscritti                           | Iscritti                           | 306                       | 100,00                    | 306                        | 100,00                     |
| ↳ Votanti (% su iscritti)          | ↳ Votanti (% su iscritti)          | ↳ Votanti (% su iscritti)          | 130                       | 42,48                     | 128                        | 41,83                      |
| ↳ Voti validi (% su votanti)       | ↳ Voti validi (% su votanti)       | ↳ Voti validi (% su votanti)       | 120                       | 92,31                     | 123                        | 96,09                      |
| ↳ Schede non valide (% su votanti) | ↳ Schede non valide (% su votanti) | ↳ Schede non valide (% su votanti) | 10                        | 7,69                      | 5                          | 3,91                       |
| ↳ Astenuti (% su iscritti)         | ↳ Astenuti (% su iscritti)         | ↳ Astenuti (% su iscritti)         | 176                       | 57,52                     | 178                        | 58,17                      |